# Colonia Allende
Colonia Allende är en ort i Mexiko.   Den ligger i kommunen Acatlán och delstaten Puebla, i den sydöstra delen av landet, 190 km sydost om huvudstaden Mexico City. Colonia Allende ligger 1 341 meter över havet och antalet invånare är 134.
Terrängen runt Colonia Allende är kuperad åt sydost, men åt nordväst är den platt. Terrängen runt Colonia Allende sluttar västerut. Runt Colonia Allende är det glesbefolkat, med 16 invånare per kvadratkilometer. Närmaste större samhälle är Acatlán de Osorio, 10,0 km norr om Colonia Allende. I omgivningarna runt Colonia Allende växer huvudsakligen savannskog.